# Brevoortia
Brevoortia – rodzaj ryb śledziokształtnych z rodziny śledziowatych (Clupeidae).

## Występowanie
Południowo-zachodni i południowy Ocean Atlantycki u wybrzeży Ameryki Południowej.

## Klasyfikacja
Gatunki zaliczane do tego rodzaju:
- Brevoortia aurea – menhaden brazylijski[3]
- Brevoortia gunteri
- Brevoortia patronus – menhaden wielkołuski[4]
- Brevoortia pectinata – menhaden argentyński[3]
- Brevoortia smithi
- Brevoortia tyrannus – menhaden[5], menhaden atlantycki[6], śledź amerykański[7]

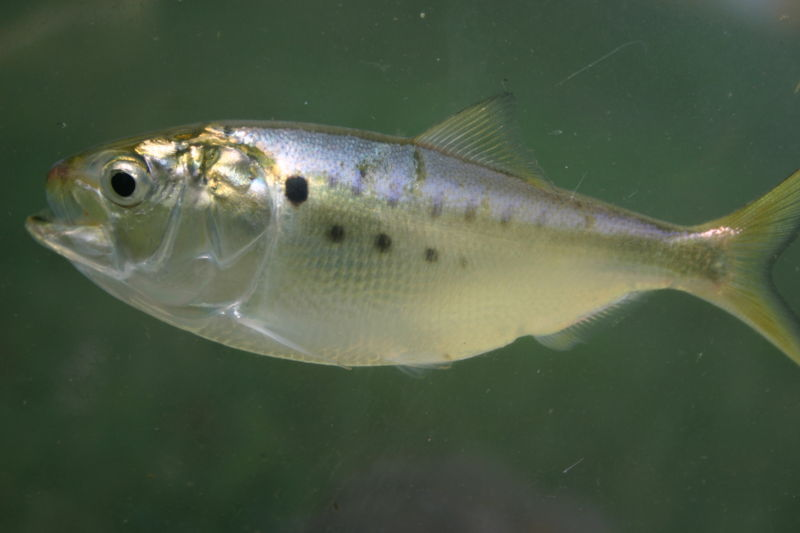
Brevoortia tyrannus